# Kåfjord
Gáivuotna en sami, Kåfjord en noruego y en kven: Kaivuono es un municipio de la provincia de Troms, Noruega. El centro administrativo es Olderdalen. Otros asentamientos son Manndalen, Birtavarre, Trollvik, Samuelsberg, Nordmannvik y Djupvik.

## Evolución administrativa
El municipio ha sufrido pocos cambios administrativos, los cuales son:
| Año  | Cambio territorial                       | Población |
| ---- | ---------------------------------------- | --------- |
| 1929 | Fundación tras separación de Lyngen      | 2482      |
| 1992 | Un terreno de Lyngen es cedido a Kåfjord |           |

## Etimología
Kåfjord es la versión noruega del sami Gáivuotna. El primer elemento es desconocido y el segundo es vuotna, que significa «fiordo».
El nombre hasta 1994 era Kåfjord, año en el que fue cambiado a Gáivuotna–Kåfjord. Se convirtió en el quinto municipio con un nombre en lapón. En 2005 ambas denominaciones se declararon válidas como nombre oficial.

## Historia
Durante la retirada nazi en 1945, las villas de Kåfjord fueron destruidas siguiendo la táctica de tierra quemada. 

## Geografía

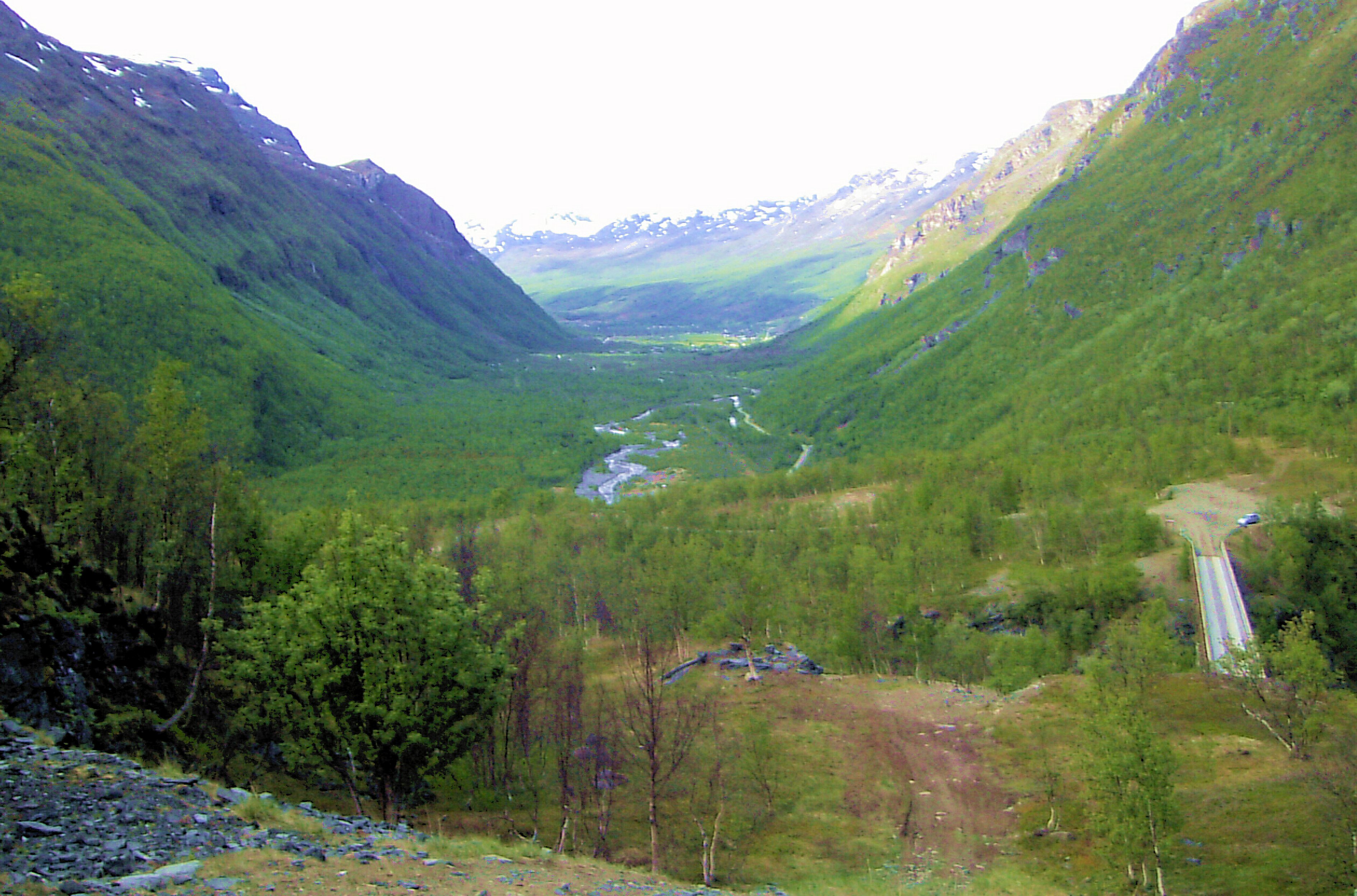
Valle de Kåfjord (Kåfjorddalen).

El municipio se localiza en el lado este del Lyngenfjorden, rodeando al Kåfjorden.
En la frontera con Finlandia se encuentra el monte Ráisduattarháldi, que tiene una altura de 1365 m.

## Economía
La pesca y la agricultura jugaron un papel importante en la economía local, siendo reemplazado por el sector servicios. 

## Demografía
La etnia predominante es o posee origen sami. Debido a las reformas del estado noruego durante el siglo XX, el idioma lapón perdió relevancia. Actualmente hay un programa de reintroducción que se lleva a cabo en Manndalen. En el pueblo se realiza el festival indígena Riddu Riđđu.
La población se ha reducido a lo largo del tiempo, siendo amortiguado gracias a un aumento en la oferta cultural.

## Gobierno
El municipio se encarga de la educación primaria, asistencia sanitaria, atención a la tercera edad, desempleo, servicios sociales, desarrollo económico, y mantención de caminos locales.

### Concejo municipal
El concejo municipal (Kommunestyre) tiene 17 representantes que son elegidos cada 4 años y estos eligen a un alcalde. Estos son:

### Gáivuotna Kåfjord Kommunestyre 2015-2019
| Partido                     | Número de representantes |
| --------------------------- | ------------------------ |
| Partido Laborista           | 5                        |
| Partido del Progreso        | 1                        |
| Partido Conservador         | 2                        |
| Partido Demócrata Cristiano | 2                        |
| Partido Verde               | 1                        |
| Partido de Centro           | 4                        |
| Independientes              | 2                        |